# あなろぐめもりー。
「あなろぐめもりー。」は、I'sのデビューシングル。	猫猫レコーズより2022年3月7日に発売。

## 概要
I's初のシングル作品。ツアー会場限定でSIDE Aに「あなろぐめもりー。」、SIDE Bに「僕の春」を収めた7inchシングルが販売された。

## 収録曲
| 全作詞: あの、全作曲: あの・中山卓哉。 |                        |      |                |      |
| #                                      | タイトル               | 作詞 | 作曲・編曲     | 時間 |
| 1.                                     | 「あなろぐめもりー。」 | あの | あの・中山卓哉 | 4:04 |
| 合計時間:                              | 合計時間:              | 4:04 |                |      |